# 탄종파가르 유나이티드 FC
탄종파가르 유나이티드 FC(영어: Tanjong Pagar United Football Club)는 싱가포르 퀸스타운을 연고로 하는 프로 축구 클럽이다. 구단은 1996년부터 2004년까지, 2011년부터 2014년까지 S 리그에 참가했었다. 이후 클럽은 재정 문제로 인해 2004년 시즌 이후 리그에서 탈퇴했지만, 2011년에 다시 참가하는 등의 비슷한 상황을 여러 차례 반복했다. 그리고 클럽은 2020년부터 리그에 다시 참여하게 되었다.

## 선수 명단

### 현역
참고: FIFA 자격 규정에 따라 소속된 국가대표팀 국기를 표시합니다. 선수는 복수의 FIFA 비회원국 국적을 가지고 있을 수 있습니다.
| 번호 | 포지션 | 국적     | 이름     |
| ---- | ------ | -------- | -------- |
| 11   | FW     | 동티모르 | 제니비우 |

| 번호 | 포지션 | 국적 | 이름    |
| ---- | ------ | ---- | ------- |
| 23   | GK     |      | 맷 실바 |